# Nagari Duo Koto
Nagari Duo Koto is een bestuurslaag in het regentschap Agam van de provincie West-Sumatra, Indonesië. Nagari Duo Koto telt 2948 inwoners (volkstelling 2010).